# Traité franco-siamois de 1904
Le traité franco-siamois de 1904 (en thaï : สนธิสัญญาสยาม–ฝรั่งเศส ร.ศ. 122) est un accord diplomatique signé entre le Royaume du Siam sous le règne du roi Chulalongkorn et la France de la Troisième République présidée par Émile Loubet.
Ce traité porte sur la délimitation des frontières entre le Siam et son ancien vassal le Cambodge, passé sous domination coloniale française en 1863.

## Historique

### Contexte
Au cours du XVIIIe siècle, le Cambodge s'affaiblit et voit son territoire partagé entre les deux États voisins du Siam et de l'Annam. En 1863, le roi Norodom Ier signe un traité de protectorat avec la France. Quatre ans plus tard, le 15 juillet 1867, le Siam renonce à son ancienne suzeraineté sur le Cambodge et reconnaît officiellement le protectorat français par un traité en échange de la confirmation de ses droits sur les provinces de Battambang, de Sisophon et d'Angkor, ainsi que de la promesse de la France de ne jamais annexer le Cambodge.
Cependant, la délimitation de la frontière au niveau du lac de Tonlé Sap suscite l'insatisfaction des autorités coloniales françaises, qui estiment que celui-ci pourrait devenir une zone de déstabilisation de leur pouvoir au Camboge - notamment de la part des Britanniques - et voudrait sécuriser cette voie d'accès vers la Chine.
Au cours des années suivantes, la colonisation de la Birmanie par les Britanniques, et l'instauration des protectorats français sur l'Annam et le Tonkin suscitent l'inquiétude du Siam.
Une guerre entre la France et le Siam éclate en 1893 à la suite de deux incidents isolés, dans un contexte de présence et d'impérialisme croissant de la France dans la région. Le Siam perd le soutien qu'il attendait des Britanniques, et est contraint de céder le Laos par le traité de Bangkok du 3 octobre 1893. Par ailleurs, les provinces frontalières ex-cambodgiennes sont démilitarisées et la police est confiée aux autorités locales khmères,.

Carte montrant les territoires perdus par le Siam entre 1862 et 1909.

En gage de bonne exécution, les troupes françaises occupent la ville portuaire siamoise de Chantabum. Le Siam est aussi obligé de reconnaitre le droit pour les Français d'appliquer leur juridiction consulaire sur les ressortissants asiatiques de leurs territoires.

### L'échec du traité de 1902
Les Français critiquent la lenteur avec laquelle le Siam applique les dispositions du traité de 1893, notamment l'évacuation du Laos. Parallèlement, en 1896 un accord signé entre la France et le Royaume-Uni (qui a colonisé la Birmanie), reconnaît l'indépendance et la neutralité du Siam.
Des discussions diplomatiques s'ensuivent entre la France et le Siam pendant plusieurs années et aboutissent à la signature d'une nouvelle convention le 7 octobre 1902, par laquelle le Siam cède Melou-Prey dans la région cambodgienne et Bassac dans le Laos. La France, en échange, évacue Chantabun et renonce à la zone neutralisée sur la rive droite du Mékong.
Cependant, la publication de ces clauses suscitent une vive opposition du parti colonial, dans un contexte qui voit les autorités françaises se désintéresser de la colonisation en Asie au profit de la colonisation en Afrique.

### Négociation d'un nouveau traité
Devant l'opposition du parti colonial, le gouvernement français retire le projet de traité de 1902 et ouvre de nouvelles négociations avec le Siam.
En décembre 1903 à Paris, Phya Suriya, représentant du roi siamois, et le ministre français des Affaires étrangères Théophile Delcassé négocient l'échange entre Chantabun et Kratt, un autre port ouvert sur le golfe du Siam. Cette dernière acquisition implique le déplacement de la frontière entre le Siam et le Cambodge vers le nord, ce que Phraya Suriya refuse.
Devant l'enlisement des négociations, l'Américain Edward Henry Strobel, conseiller du gouvernement siamois, prend l'initiative et accepte de céder Kratt.
Le 13 février 1904, un nouveau traité se traduit par la cession par le Siam des provinces de Bassac, Mélou-Prey et d'un petit territoire au nord-est du Grand lac. Le Siam renonce à sa suzeraineté sur la rive droite du Mékong et cède des territoires au royaume de Luang Prabang. La France renonce à la zone neutre le long du Mékong et évacue Chantabun pour obtenir Kratt. Une commission est créée pour fixer le tracé de la frontière.
Un protocole annexe à la convention est signée le 27 juin suivant au quai d'Orsay par Théophile Delcassé et Phya Suriya.

### Réception
Au sein du parti colonial, l'accueil est dans un premier temps majoritairement positif. Cependant, la signature de l'Entente cordiale franco-britannique quelques semaines plus tard le 8 avril, et le contexte mondial, changent la perception de l'opinion qui voit la Grande-Bretagne se renforcer en Asie, tandis que la France peine à stabiliser ses relations avec le Siam. De son côté, le roi du Siam désapprouve également la cession de la ville siamoise de Kratt.
Pour Jules Harmand, le traité de 1904 comme celui de 1902 donne « l’impression de ne rien régler » et « ne peut être considéré que comme une halte d’étape sur Ia marche pénible des relations de la France et du Siam ».